# Аргат
Аргат - радник, надничар који ради под изузетно тешким условима. Први утврђени записи речи аргат потичу из XVII века у речницима Микаље, Делабеле, Бјелостенца, Стулија и Вука Стефановића Караџића, а налази се и у усменој књижевности: „Па нареди небе у аргатлук/аргатовах три године дана/и ја вукох дрвље и камење/све уз моја кола и волове/И за пуне до три годинице/ја не стекох паре ни динара/ни заслужих на ноге опанке./Узех будак чим сам агатов‘о...“(Вук, Рашта Новак оде у хајдуке); „Аргатин да биде, па ништо да не спечали!“ (клетва); „Аргацки пари - ковачки јаглење!“ (угљевље које се брзо гаси, пословица).
Аргат се помиње и у различитим писаним изворима („Аргатом што су пословали на воденици; аргату што је помогао“; „Харгатом, што пословаше у бахчи и мајуру“ (1726); „Беше добра аргатка, работила ми је у лојзе“ - Стеван Сремац) и сачуваним казивањима. Зграду за кнежев конак у Београду 1830. градио је Тома Вучић - Перишић, којем је кнез Милош дао титулу надзорника (бина - емина), аргата како су тада називали бесплатне раднике, а они су радили под Вучићевим прислиним терором и често страдали. 
Око 1830. у време највеће грађевинске делатности у Београду, један мајстор је зарађивао дневно један стопарац (пола динара), калфа два гроша (40 пара), а чираци, шегрти, па и аграти као неквалификована радна снага - 60 пара (30 пара динарских). Грађевински радници су живели бедно, иако им је радни дан био од зоре до сумрака (14 - 16 часова). У капитализму се и данас надица аграта рачуна 10-12 радних часова дневно, сваког радног дана, осим недеље. 
Реч агратовање је и данас синоним за тежак, слабо плаћен посао, не само физички или мануелни, него и умни прекомеран убрзан рад.